# 楠普拉省
15°15′S 39°30′E / 15.250°S 39.500°E
楠普拉省（葡文：Província de Nampula）是莫桑比克11省之一，首府楠普拉。